# Зала слави словенських спортсменів
Зала слави словенських спортсменів (словенська: "Hram slavnih slovenskih športnikov") була заснована Асоціацією словенських спортивних журналістів (Društvo športnih novinarjev Slovenije) у 2011 році. Залу було відкрито у 2012 році, проте напередодні, у грудні 2011 року під час проведення заходу Спортсмен року Словенії було представлено двох перших словенських атлетів: Леон Штукель та Мирослав Церар.
Асоціація словенських спортивних журналістів готувалась до відкриття зали понад півтора року. Їх метою було збереження пам'яті про словенських спортсменів, які відзначились значними міжнародними результатами. Вони хотіли також зберегти весь спортивний інвентар пов'язаний з цими великими спортсменами.
Асоціація запрошує відвідувачів, студентів, а також всіх любителів спорту вберегти історію словенського спорту і забезпечити найкращі умови роботи "Музею спортів Словенії".
В грудні 2012 року, було добавлено 20 нових позицій та відкрито ще одну Залу слави у Арена Стожице. 28 листопада 2013 року представлено ще 28 нових спортсменів. У серпні 2015 року, додано ще трьох спортсменів та двоє у серпні 2016.

## Спорстмени
| Прізвище та ім'я                | Спорт                   | Рік  |
| ------------------------------- | ----------------------- | ---- |
| Леон Штукель                    | гімнастика              | 2011 |
| Мирослав Церар                  | гімнастика              | 2011 |
| Рудольф Цветко                  | фехтування              | 2012 |
| Стан Дерганц                    | гімнастика              | 2012 |
| Петер Шумі                      | гімнастика              | 2012 |
| Йосип Приможіц                  | гімнастика              | 2012 |
| Людвік Старіц                   | мотокросс               | 2012 |
| Наташа Урбанціц                 | легка атлетика          | 2012 |
| Драга Стамейціц                 | легка атлетика          | 2012 |
| Станко Лоргер                   | легка атлетика          | 2012 |
| Янез Полда                      | стрибки з трампліна     | 2012 |
| Джозе Слібар                    | стрибки з трампліна     | 2012 |
| Албін Фельц                     | хокей                   | 2012 |
| Руді Хіті                       | хокей                   | 2012 |
| Вінко Єловац                    | баскетбол               | 2012 |
| Альоша Жорга                    | баскетбол               | 2012 |
| Іво Данеу                       | баскетбол               | 2012 |
| Бранко Облак                    | футбол                  | 2012 |
| Янез Жіровнік                   | їзда на велосипеді      | 2012 |
| Міма Яушовець                   | теніс                   | 2012 |
| Восьмеро спортсменів            | веслування              | 2012 |
| Міро Стержай                    | дев'ятипінговий боулінг | 2012 |
| Франц Смолей                    | біг на лижах            | 2013 |
| Ціріль Працек                   | гірськолижний спорт     | 2013 |
| Бранко Зіхерль                  | стрибки у воду          | 2013 |
| Тоне Церер                      | плавання                | 2013 |
| Тіне Мулей                      | гірськолижний спорт     | 2013 |
| Янко Стефе                      | гірськолижний спорт     | 2013 |
| Іван Топлак                     | футбол                  | 2013 |
| Янко Косміна and Маріо Фафангел | плавання під вітрилами  | 2013 |
| Мартін Срот                     | гімнастика              | 2013 |
| Юрій Урсіц                      | їзда на велосипеді      | 2013 |
| Едвард Вецко                    | настільний теніс        | 2013 |
| Істван Корпа                    | настільний теніс        | 2013 |
| Антон Гале                      | хокей                   | 2013 |
| Мілан Задел                     | веслування на каное     | 2013 |
| Станко Топольцнік               | дзюдо                   | 2013 |
| Боян Кріжай                     | гірськолижний спорт     | 2013 |
| Петер Вілфан                    | баскетбол               | 2013 |
| Боян Ропрет                     | їзда на велосипеді      | 2013 |
| Борис Стрел                     | гірськолижний спорт     | 2013 |
| Аленка Цудерман                 | гандбол                 | 2013 |
| Борут Петріц                    | плавання                | 2013 |
| Міран Тепес                     | стрибки з трампліна     | 2013 |
| Юре Франко                      | гірськолижний спорт     | 2013 |
| Прімоз Улага                    | стрибки з трампліна     | 2013 |
| Андрей Єленц                    | веслування на каное     | 2013 |
| Дар'ян Петріц                   | плавання                | 2013 |
| Матьяз Дебелак                  | стрибки з трампліна     | 2013 |
| Матея Свет                      | гірськолижний спорт     | 2013 |
| Сречко Катанець                 | футбол                  | 2015 |
| Рок Петровіц                    | гірськолижний спорт     | 2015 |
| Юре Здовц                       | баскетбол               | 2015 |
| Ізток Пуц                       | гандбол                 | 2016 |
| Роландо Пуснік                  | гандбол                 | 2016 |